# Mayra Couto
Mayra Araceli Echevarría Couto (Miraflores, 1 de julio de 1991) es una actriz, activista feminista y empresaria audiovisual peruana, conocida por su rol protagónico de Grace Gonzales en la serie televisiva Al fondo hay sitio de América Televisión.

## Trayectoria
Couto es egresada de la carrera Ciencias de la Comunicación en la Universidad San Martín de Porres.
Debutó en la televisión en el 2008 con el papel de Lucía en la telenovela La pre. Tiempo después tuvo un corto rol en la telenovela Graffiti.
En marzo de 2009 inicia su participación en la teleserie Al fondo hay sitio de América Televisión, donde interpreta a Grace Gonzales Flores. Junto al elenco de la serie también tuvo participaciones especiales en circos, 2 Teletones nacionales y en el Festival Peruano de Nueva Jersey.
En octubre de 2012 protagonizó el musical de marionetas para adultos Avenida Q, El musical compartiendo roles con Norka Ramírez y Pold Gastello donde interpreta a Kate Monstery y a Lucy
Hizo su debut en cine en el 2014 en la película Viejos amigos, a cargo del cineasta Fernando Villarán.
En 2015, ya alejada de Al fondo hay sitio por decisión propia, debutó como directora de la obra teatral El último barco, participó en la obra ¿Qué me pongo? junto a Monserrat Brugué y Vanessa Saba, la cual fue dirigida por Norma Martínez. También protagonizó la obra teatral Búnker donde compartió roles con el uruguayo Augusto Mazzarelli y concursó en el reality show de baile El gran show conducido por Gisela Valcárcel, donde obtuvo el quinto puesto tras tres meses de competencia.
En 2016 decidió volver a interpretar al personaje de Grace en la última temporada de Al fondo hay sitio y así darle un final feliz a su historia de amor con Nicolás (Andrés Wiese). Además, participó de la reposición de la obra ¿Qué me pongo? y también protagonizó el musical ¿Dónde está el Trineo?.
En 2017, participó en el Microteatro Lima con la obra Cicatriz y grabó la serie Cumbia Pop, esta última protagonizada por Erick Elera y Elisa Tenaud.
Realiza sus estudios de TV y Nuevos Medios en la Escuela Internacional de Cine y TV en San Antonio de los Baños en Cuba, y participó en la película Si, mi amor junto a Yiddá Eslava y Julián Zucchi con el papel de Avril.

## Controversias

### Lenguaje inclusivo
Mayra Couto ha sido duramente criticada por hacer uso del lenguaje inclusivo en varias ocasiones. La actriz reveló que recibió amenazas luego de publicar un post en sus redes sociales donde habla del tema. El 18 de marzo de 2021, pidió a través de un vídeo difundido por Amnistía Internacional que el MINEDU incluya el enfoque de género en los nidos para las niñas, los niños y «les niñes».
En el contexto de la controversia sobre el lenguaje inclusivo, la actriz ofreció disculpas públicas en 2024 por haber generado malestar en el público al considerarlo una imposición equivalente a la «feminización de las palabras».

### Mi cuerpa, mis reglas
El 27 de febrero de 2021, Couto anunció por Instagram que ganó un premio de estímulo de s/ 75 000 del Ministerio de Cultura para grabar el episodio piloto de su serie llamada Mi cuerpa, mis reglas. El proyecto había sido presentado el año pasado a la Dirección del Audiovisual, la Fonografía y los Nuevos Medios (DAFO) con el título de Estafada y ganó por unanimidad del jurado «por su apuesta por la comedia de situaciones, con originalidad y con enfoque de género; y su manejo de recursos técnicos, logísticos y artísticos que lo vuelven factible y de alcance nacional y regional».
El anuncio generó críticas por considerarse un gasto innecesario en plena crisis por la pandemia del COVID. El periodista Beto Ortiz en su programa Beto a saber criticó a la actriz afirmando que «nada justifica que le hayan dado el dinero de todos los peruanos». Otros quienes criticaron a Couto fueron la exministra de cultura Susana Baca y el comediante Carlos Álvarez, pero también fue apoyada por Ricardo Morán y  Efraín Aguilar.
Una petición lanzada en marzo pidiendo que Ministerio de Cultura le retire el premio a Couto llegó a reunir más de 250 mil firmas en Change.org. Al ser consultada por la controversia, la entonces exministra Leslie Urteaga respondió que “El premio, en este caso, forma parte de una política que ya está instalada en el ministerio, o en el gobierno, en el Perú, desde el año 1996, que forma parte de la Ley del Cine, una política que se ha mantenido. El sector cultura forma parte de la cadena productiva y retirar o tomar otra decisión respecto a esta política que ya está instaurada, de los premios y los concursos sería todavía más perjudicial para el sector.”
Un avance del proyecto se publicó en su Instagram en setiembre de 2021. En una entrevista con El Comercio en diciembre de 2023, Couto reveló que el dinero para su serie no fue suficiente, por lo que tuvo que endeudarse para cubrir los gastos de producción. El piloto se estrenó en diciembre de 2021, pero solo está disponible para suscriptores a sus redes sociales.

## Vida personal
Couto actualmente se encuentra en una relación con su pareja, Juan Camilo, desde 2017. En una entrevista en octubre de 2024, reveló que está en planes de proponer matrimonio.

## Filmografía

### Televisión
| Año       | Título                         | Rol            | Notas                          |
| --------- | ------------------------------ | -------------- | ------------------------------ |
| 2008      | La pre                         | Lucía          | Rol Secundario                 |
| 2008      | Graffiti                       | Rocío          | Participación Especial         |
| 2008      | Dina Páucar, el sueño continúa | Georgina       | Rol Secundario                 |
| 2008      | Magnolia Merino                | Gilda          | Rol Secundario                 |
| 2009–2015 | Al fondo hay sitio             | Grace Gonzales | Rol Protagónico                |
| 2016      | Al fondo hay sitio             | Grace Gonzales | Rol Protagónico                |
| 2015      | El gran show                   | Ella Misma     | 5° puesto.                     |
| 2016      | Amores que matan               | Marjorie       | Rol Protagónico                |
| 2018      | Cumbia pop                     | Julieta / Jota | Rol Protagónico                |
| TBA       | Mi cuerpa, mis reglas          | TBA            | Rol Protagónico, en producción |

### Películas
| Año         | Título                 | Rol               | Notas                       |
| ----------- | ---------------------- | ----------------- | --------------------------- |
| 2012        | Avenida Q, El musical  | Kate Monster/Lucy | Rol Principal               |
| 2014        | Viejos amigos          | Zenobita          | Participación               |
| 2015        | El último barco        | Directora         | Directores en Acción        |
| 2015 - 2016 | ¿Qué me pongo?         | Rosario/Mayte     | Rol Principal               |
| 2015        | Búnker                 | Antonia           | Rol Principal               |
| 2016        | ¿Dónde está el trineo? | Mayra             | Rol Principal               |
| 2017        | Cicatriz               | Camila            | Rol Principal               |
| 2019        | La munda es nuestra    | Maya              | Cortometraje, rol principal |
| 2020        | Sí, mi amor            | Abril             | Rol Principal               |

## Premios y nominaciones
| Año  | Premio                       | Categoría                    | Trabajo            | Resultado |
| ---- | ---------------------------- | ---------------------------- | ------------------ | --------- |
| 2013 | Premios Americlub            | Mejor Actriz de Novela/Serie | Al fondo hay sitio | Nominada  |
| 2015 | Premios Luces de El Comercio | Mejor Actriz de Teatro       | Búnker             | Ganadora  |
| 2016 | Premios Luces de El Comercio | Mejor actriz de TV           | Al fondo hay sitio | Ganadora  |